# Cratere Lade
Lade è un cratere lunare di 58,11 km situato nella parte sud-orientale della faccia visibile della Luna.
Il cratere è dedicato all'astronomo tedesco Heinrich Eduard von Lade.

## Crateri correlati
Alcuni crateri minori situati in prossimità di Lade sono convenzionalmente identificati, sulle mappe lunari, attraverso una lettera associata al nome.
| Lade | Coordinate           | Diametro (in km) |
| ---- | -------------------- | ---------------- |
| A    | 0°09′36″S 12°43′48″E | 57,82            |
| B    | 0°01′12″N 9°48′00″E  | 23,27            |
| D    | 0°53′24″S 13°40′48″E | 14,61            |
| E    | 1°53′24″S 12°55′12″E | 19,77            |
| M    | 1°06′00″S 9°22′48″E  | 11,21            |
| S    | 1°20′24″S 8°12′36″E  | 22,51            |
| T    | 1°03′36″S 8°54′00″E  | 20,43            |
| U    | 0°07′48″S 9°28′48″E  | 3,43             |
| V    | 0°12′36″S 9°01′48″E  | 3,22             |
| W    | 0°15′00″N 8°37′48″E  | 3,54             |
| X    | 1°43′12″S 11°02′24″E | 2,94             |